# William Dzus
William Dzus (5 de Janeiro de 1895, Chernykhivtsi, Reino da Galiza e Lodoméria, actualmente Ucrânia, - 19 de Junho de 1964, Nova York, Estados Unidos) nascido Volodymyr Dzhus (em ucraniano:  Володимир Джус) foi um engenheiro americano da Galiza Oriental, e o inventor do prendedor Dzus, também conhecido como prendedor de quarto de volta. Ele também foi um dos fundadores do Instituto Ucraniano da América, uma fundação cultural.